# Girls in Peacetime Want to Dance
Girls in Peacetime Want to Dance è il nono album in studio del gruppo musicale indie pop scozzese Belle and Sebastian, pubblicato nel gennaio 2015.

## Tracce
1. Nobody's Empire – 5:08
2. Allie – 3:16
3. The Party Line – 4:14
4. The Power of Three (Sarah Martin alla voce) – 3:57
5. The Cat with the Cream – 5:17
6. Enter Sylvia Plath – 6:48
7. The Everlasting Muse – 5:25
8. Perfect Couples (Stevie Jackson alla voce) – 5:29
9. Ever Had a Little Faith? – 4:21
10. Play for Today (featuring Dee Dee Penny) – 7:33
11. The Book of You (Sarah Martin alla voce) – 4:23
12. Today (This Army's for Peace) – 5:25